# Sebast
Sebast, en grec medieval σεβαστός (sevastós, 'venerable'), en plural σεβαστοί (sevastí), va ser un títol honorífic, traducció grega del llatí Augustus, utilitzat alguna vegada pels emperadors romans d'Orient. La forma femenina del títol era σεβαστή (sevastí). A la darreria del segle xi, durant el període dels Comnens, aquest títol i les variants que se'n deriven, com sebastocràtor, protosebast, panhipersebast i sebastohipertat, van ser la base un nou sistema de títols a la cort de l'Imperi Romà d'Orient.

## Història
L'epítet es va recuperar a mitjan segle xi en la seva forma femenina sebasté, quan l'emperador Constantí IX (r. 1042-1055) el va atorgar a la seva amant Maria Esclerena, que rebia així honors quasi imperials. A continuació, diversos personatges van portar el títol de sebast, com ara Constantí Cerulari, o Isaac Comnè i el seu germà, el futur emperador Aleix I Comnè (r. 1081-1118).

### Durant el període dels Comnens
Quan Aleix I va pujar al tron el 1081, va reorganitzar l'anterior sistema de dignitats a la cort, amb el títol de sebast com a base per a un nou conjunt de títols: sebastocràtor, protosebast, panhipersebast, sebastohipertat i protosebastohipertat. Designaven principalment la proximitat de la relació familiar dels seus titulars amb l'emperador, fos per sang o per matrimoni. Aquest procés va transformar profundament la mateixa naturalesa de l'aristocràcia de l'imperi, amb la imposició de tota una classe de parents imperials i associats, superposats al sistema administratiu «tradicional» i a l'autoritat superior que constituïa el Senat. Aquest sistema va aïllar encara més la família imperial de la gent comuna al transformar-los en socis de l'autoritat imperial en lloc de càrrecs executius del sistema. S'ha calculat que en el període comprès entre finals del segle xi i finals del segle xii, un 30% de tots els sebasts pertanyien a la família dels Comnens governant, un 20% als Ducas una família estretament emparentada i aliada, i un altre 20% a famílies de l'alta aristocràcia casats amb els Comnens. El 10% restant estava format per membres de la cort i per estrangers que es van casar amb la família imperial o van rebre el títol com a distinció honorífica.
Inicialment els sebasts constituïen la base d'aquesta nova aristocràcia familiar. Els fills d'un sebastocràtor, d'un panhipersebast o d'un sebast, eren ells mateixos sebasts. Quan aquests títols van proliferar, Manuel I Comnè (r. 1143-1180) va crear una nova classe de dignataris per als nebots i cosins de l'emperador, és a dir, els fills dels dignataris superiors, i els sebasts van ser relegats a un grau inferior, just per sobre dels Nobilissimus. Els sebasts es van dividir a més en dos grups: els sebasts simplement i els sebastí gambrí. Aquests últims eren membres de diverses famílies aristocràtiques lligades a l'emperador pel matrimoni amb els seus parents (gambros significa cunyat en grec). Els sebastoi gambroi formaven el nivell superior de la classe sebast, però no s'han de confondre amb els gambri imperials, els cunyats de l'emperador, que ocupaven un càrrec més alt a la jerarquia, per sobre dels cosins i dels nebots i just a sota dels sebastocràtors. Les formes pansebast ('tot venerable') i pansebast sebast es troben en segells i inscripcions i en la correspondència de l'època, però no són més que augmentatius retòrics del títol original sebasts. A l'imperi, la seva prioritat no estava determinada pels càrrecs que podien tenir, sinó pel grau de parentiu amb l'emperador.

### Ús posterior del títol
El títol s'atorgava també a governants estrangers i es va estendre pels estats veïns sobre els quals l'Imperi tenia influència, com Bulgària, on el sebast era el responsable d'un districte administratiu, i Sèrbia, on diversos funcionaris el feien servir.
El càrrec de sebast va perdre importància vers la fi del segle xii. Als segles següents el sebast era simplement el cap d'una unitat militar auxiliar estrangera. Quan Jordi Codí va escriure De Officialibus Palatii Constantinopolitani et de Officiis Magnae Ecclesiae, a mitjan segle xiv, el sebast era ja un títol sense gaire importància dins de la jerarquia imperial, ocupava el lloc 78, entre el drungari i el mytaites. Les primeres llistes de títols imperials, com ara l'apèndix de l'Hexabiblos, col·loca el sebast en una posició diferent a l'escalafó, per damunt del governador (prokathemenos) d'una fortalesa i del drungari, i per sota del megas myrtaites.